# Mare Cognitum

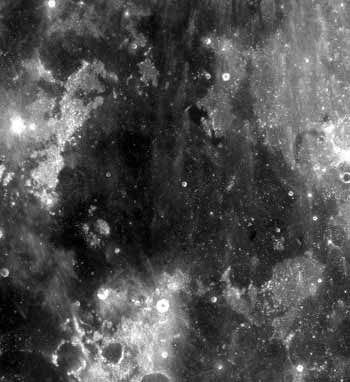
Mare Cognitum. Fra Mauro è la regione grigia in alto a destra.

Il mare Cognitum ("Mare conosciuto", in latino) è un mare lunare situato all'interno del più vasto Oceanus Procellarum; il materiale che compone il bacino d'impatto che lo racchiude risale quasi sicuramente al periodo geologico noto come Imbriano inferiore, mentre il materiale lavico a cui è dovuta la caratteristica colorazione scura proviene dall'Imbriano superiore. All'estremo nordoccidentale del mare si trova la catena montuosa dei Montes Riphaeus, che delimita il bacino.
L'Apollo 14 atterrò in prossimità del mare Cognitum, e precisamente nelle immediate vicinanze del cratere Fra Mauro.